# Pont Lazarev
Le pont Lazarev (ou pont Lazarevski) est un pont à haubans situé à Saint-Pétersbourg, en Russie,. Il traverse la Petite Nevka, reliant l'île Krestovski et l'île Petrogradsky. Le pont comporte quatre voies routières et présente un design asymétrique, avec des haubans ancrés à un pylône sur le côté de l'Île Krestovski.

## Histoire
Le pont Lazarev est le plus récent de la ville, il a été achevé en 2009. Il a remplacé un autre pont construit sur le même site, en 1949. L'ancien pont était fait d'acier et de bois.